# Rhodothemis mauritsi
Rhodothemis mauritsi là loài chuồn chuồn trong họ Libellulidae. Loài này được Lohmann mô tả khoa học đầu tiên năm 1984.